# Фолгефонна (национальный парк)

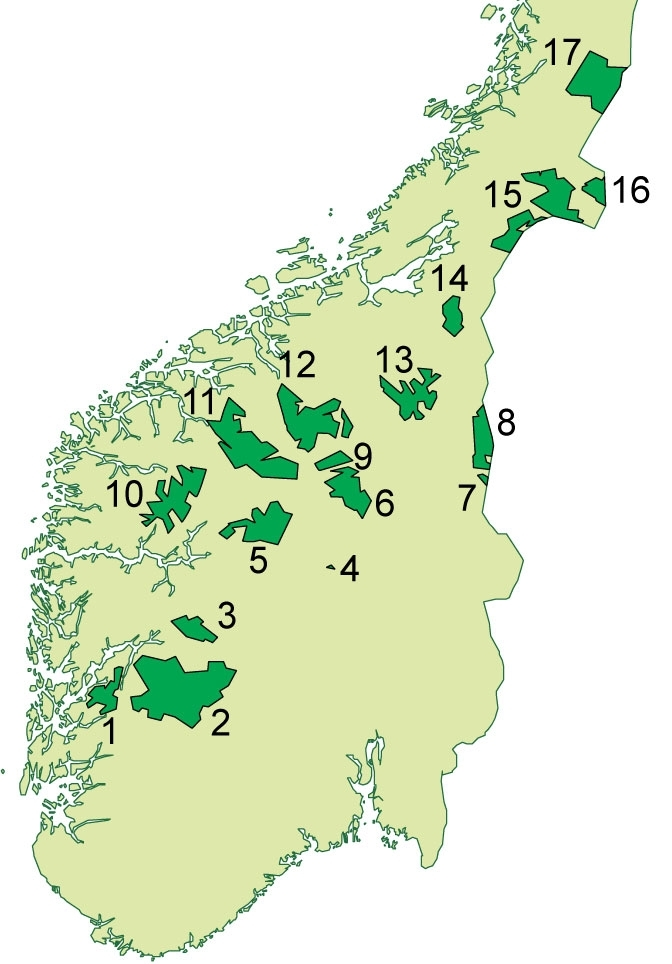
Национальный парк Фолгефонна на данной карте отмечен цифрой 1

Национа́льный па́рк Фо́лгефонна (норв. Folgefonna nasjonalpark) — национальный парк в юго-западной Норвегии. Парк создан для охраны ледника Фолгефонна, третьего по площади в континентальной Норвегии, и примыкающих к нему территорий с горными и долинными ландшафтами. Расположен в губернии (фюльке) Хордаланн на территории коммун Этне, Квиннхерад, Одда, Йондаль и Улленсванг. Парк был торжественно открыт 29 апреля 2005 года королевой Соней.
Парк, охватывающий почти весь ледник, интересен также флорой, фауной и геологическими структурами на примыкающих к леднику территориях. Расположен к востоку от Сильдафьорда — ответвления Хардангер-фьорда. Под ледником построен тоннель Фолгефонна длиной более 11 км, южнее парка проходит Европейский маршрут E134 Хаугесунн — Драммен.
Парк отличается большим разнообразием растительности, от прибрежных хвойных лесов до мхов и лишайников на высокогорье. Встречаются тундряная куропатка, беркут, мохноногий канюк, дятлы, благородный олень.
В парке устроена система туристических маршрутов, имеются четыре хижины.